# 母畑村
母畑村（ぼはたむら）は福島県石川郡にかつて存在した村である。

## 地理
- 現在の石川町の北部に位置する。
- 阿武隈高地に位置し、村域は山がちな地形になっている。
- 村内は阿武隈川の支流が流れる。

## 歴史

### 村域の変遷
- 1889年（明治22年）4月1日 - 町村制施行により、母畑村・湯郷渡村・北山村が合併し石川郡母畑村が発足。
- 1955年（昭和30年）3月31日 - 母畑村は石川町・沢田村・野木沢村・中谷村・山橋村が合併し石川町が発足。母畑村は消滅。

変遷表
| 1868年 以前 | 1868年 以前 | 明治22年 4月1日 | 昭和30年 3月31日 | 現在   |
| ----------- | ----------- | --------------- | ---------------- | ------ |
|             | 母畑村      | 母畑村          | 石川町           | 石川町 |
|             | 湯郷渡村    | 母畑村          | 石川町           | 石川町 |
|             | 北山村      | 母畑村          | 石川町           | 石川町 |

## 人口・世帯

### 人口
総数 [単位： 人]
| 1891年（明治24年） | 1,382 |
| 1920年（大正 9年） | 2,124 |
| 1935年（昭和10年） | 2,363 |

### 世帯
総数 [単位： 世帯]
| 1920年（大正 9年） | 382 |
| 1935年（昭和10年） | 397 |